# Rockstar Vienna
 (novembre 2019).
Si vous disposez d'ouvrages ou d'articles de référence ou si vous connaissez des sites web de qualité traitant du thème abordé ici, merci de compléter l'article en donnant les références utiles à sa vérifiabilité et en les liant à la section « Notes et références ».
Rockstar Vienna, anciennement neo Software Produktions GmbH, était un studio de développement de jeu vidéo, et ancienne filiale de Rockstar Games. D'abord spécialisé sur le développement et l'édition de jeux sur les machines Amiga, le studio se tourne après 1996 vers le marché PC. À la suite de son rachat en 2001 par Take-Two Interactive, Neo Software devient Rockstar Vienna et se spécialise dans l'adaptation des titres de Rockstar Games sur consoles, avant de fermer ses portes le 11 mai 2006.

## Jeux développés
| Titre                                    | Date de sortie | Plates-formes                            |
| ---------------------------------------- | -------------- | ---------------------------------------- |
| Whale's Voyage                           | 1993           | Amiga                                    |
| Der Clou !                               | 1994           | Amiga, Amiga 1200, Amiga CD32            |
| Whale's Voyage II                        | 1995           | Amiga                                    |
| Cedric And The Lost Sceptre              | 1995           | Amiga, Amiga CD32                        |
| Fightin' Spirit                          | 1996           | Amiga, Amiga 1200, Amiga CD32            |
| Black Viper                              | 1996           | Amiga, Amiga CD32                        |
| Spherical Worlds                         | 1996           | Amiga                                    |
| Rent-A-Hero                              | 1999           | PC                                       |
| Alien Nations                            | 2000           | PC                                       |
| The Sting!                               | 2001           | PC                                       |
| Max Payne                                | 2001           | Xbox                                     |
| Max Payne 2: The Fall of Max Payne       | 2003           | Xbox, PlayStation 2                      |
| Grand Theft Auto III                     | 2003           | Xbox                                     |
| Grand Theft Auto: Vice City              | 2003           | Xbox                                     |
| Manhunt 2 (finalisé par Rockstar London) | 2007           | PlayStation 2, PlayStation Portable, Wii |